# Методи структурно-групового аналізу нафти
Методи структурно-групового аналізу нафти (рос. методы структурно-группового анализа нефти; англ. methods of oil structural and type content, нім. Strukturgruppenmethoden f pl der Erdölanalyse) — сукупність методів кореляції складу і фізико-хімічних констант для легких і середніх фракцій («молекулярна маса — елементний склад фракцій», «питома рефракція — густина — молекулярна маса» тощо) і аналізу асфальтено-смолистих речовин (методи ультрацентрифугування, кріоскопічний, світлорозсіювання, молекулярної плівки, дослідження гідродинамічних характеристик, фракціонування, рентгенографії, електронної мікроскопії, термічного аналізу і т. д.).